# 大叶黄芩
大叶黄芩（学名：Scutellaria megaphylla）为唇形科黄芩属下的一个种。

## 扩展阅读
- 維基物種上的相關：大叶黄芩